# Cyatholipus isolatus
Cyatholipus isolatus är en spindelart som beskrevs av Griswold 1987. Cyatholipus isolatus ingår i släktet Cyatholipus och familjen Cyatholipidae. Inga underarter finns listade i Catalogue of Life.